# Данакиль (хребет)
Данакиль (Данакильский хребет), горная система на северо-востоке Эфиопии, на юге Эритреи и на севере Джибути. Расположен вдоль побережья Красного моря от бухты Таджура до бухты Зула (залив Аннесли). Высота до 2130 м. Сложен докембрийскими кристаллическими породами, перекрытыми осадочными отложениями и кайнозойскими базальтовыми лавами.
Преобладает полупустынная злаково-кустарниковая растительность; на обращённых к морю склонах - заросли колючих кустарников.